# Jane Fonda
Jane Seymour Fonda (New York, 21 dicembre 1937) è un'attrice, produttrice cinematografica, attivista e modella statunitense.
Considerata una delle migliori attrici della sua generazione, durante la sua lunga carriera ha vinto due Premi Oscar come miglior attrice protagonista: uno nel 1972 per Una squillo per l'ispettore Klute e un altro nel 1979 per Tornando a casa. I suoi altri ruoli per cui è stata nominata sono Non si uccidono così anche i cavalli? (1969), Giulia (1977), Sindrome cinese (1979), Sul lago dorato (1981) e Il mattino dopo (1986). Ha inoltre vinto sette Golden Globe, due Premi BAFTA, un Premio Emmy e un David di Donatello. Nel 2017 le è stato assegnato il Leone d'oro alla carriera alla Mostra internazionale d'arte cinematografica di Venezia e nel 2021 il Golden Globe alla carriera.

## Biografia
Jane Fonda è nata il 21 dicembre 1937 a New York da Henry Fonda e Frances Seymour Brokaw. È di origine olandese, canadese, britannica, italiana e francese. La famiglia Fonda, da parte paterna, era di origine olandese, pur avendo come capostipite un italiano immigrato da Genova nei Paesi Bassi nel corso del XV secolo. Nel 1642, alcuni membri di questa famiglia emigrarono in America e furono fra i primi colonizzatori olandesi che si trasferirono nell'attuale Stato di New York, dove fondarono la città che da loro prese il nome di Fonda.
Da parte materna Jane Fonda è di origine anglo-canadese con radici britanniche, francesi e persino italiane: uno dei suoi antenati, Giovanni Gualdo, era un nobile di Vicenza. La madre, seconda delle cinque mogli del famoso attore, morì suicida nel 1950, quando Jane aveva 12 anni; in precedenza era stata sposata con il miliardario George Tuttle Brokaw. È sorella dell'attore Peter Fonda, di tre anni più giovane, e zia dell'attrice Bridget Fonda, figlia di Peter.

### Carriera

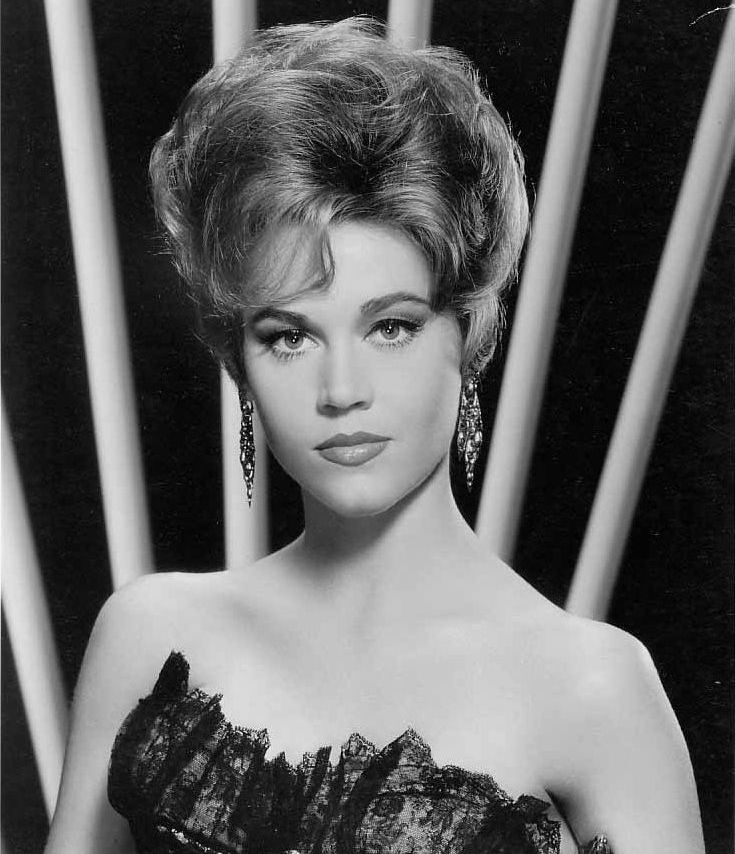
Jane Fonda durante uno spot pubblicitario del film Una domenica a New York (1963)

Da ragazza, non sembrava interessata a ripercorrere le orme del celebre genitore Henry Fonda. Studiò al Vassar College, poi in Europa e infine di nuovo negli Stati Uniti con l'intenzione di lavorare come modella, venendo assunta dalla Ford Models. L'incontro con Lee Strasberg la convinse però a frequentarne le lezioni all'Actors Studio; il debutto cinematografico avvenne nel 1960, con In punta di piedi di Joshua Logan, accanto ad Anthony Perkins.
Durante gli anni sessanta recitò in numerosi film, tra cui i drammatici Anime sporche (1962) di Edward Dmytryk, La caccia (1966) di Arthur Penn, accanto a Marlon Brando, Angie Dickinson e Robert Redford, e E venne la notte (1967) di Otto Preminger, insieme a Michael Caine e Faye Dunaway. Ottenne lusinghieri consensi anche nella commedia, recitando tra gli altri in Rodaggio matrimoniale (1962) di George Roy Hill, accanto a Anthony Franciosa e Jim Hutton, Una domenica a New York (1963) di Peter Tewksbury, al fianco di Lee Marvin nel western parodistico Cat Ballou (1965) di Elliot Silverstein, Tutti i mercoledì (1966) di Robert Ellis Miller, accanto a Jason Robards e Dean Jones, e nel romantico A piedi nudi nel parco (1967) di Gene Saks, insieme a Robert Redford e Mildred Natwick.
Nel 1964 il regista Roger Vadim la inserì nel cast di Il piacere e l'amore. Dopo il loro matrimonio, celebrato l'anno seguente e dal quale nel 1968 nacque la figlia Vanessa, la diresse in alcuni film che contribuirono ad aumentarne la popolarità. Con Barbarella (1968), pellicola che mescolava fantascienza e sensualità e sfruttava al massimo la sua bellezza, la Fonda venne acclamata in tutto il mondo come sex symbol. Tuttavia, l'attrice si ribellò ben presto al cliché sexy che limitava le sue potenzialità, iniziando a distanziarsi da un'immagine che le stava stretta, anche in funzione del crescente attivismo politico che la vedeva sempre più coinvolta, e in connessione anche con una parte di Hollywood che stava rapidamente discutendo e mutando i propri modelli culturali.

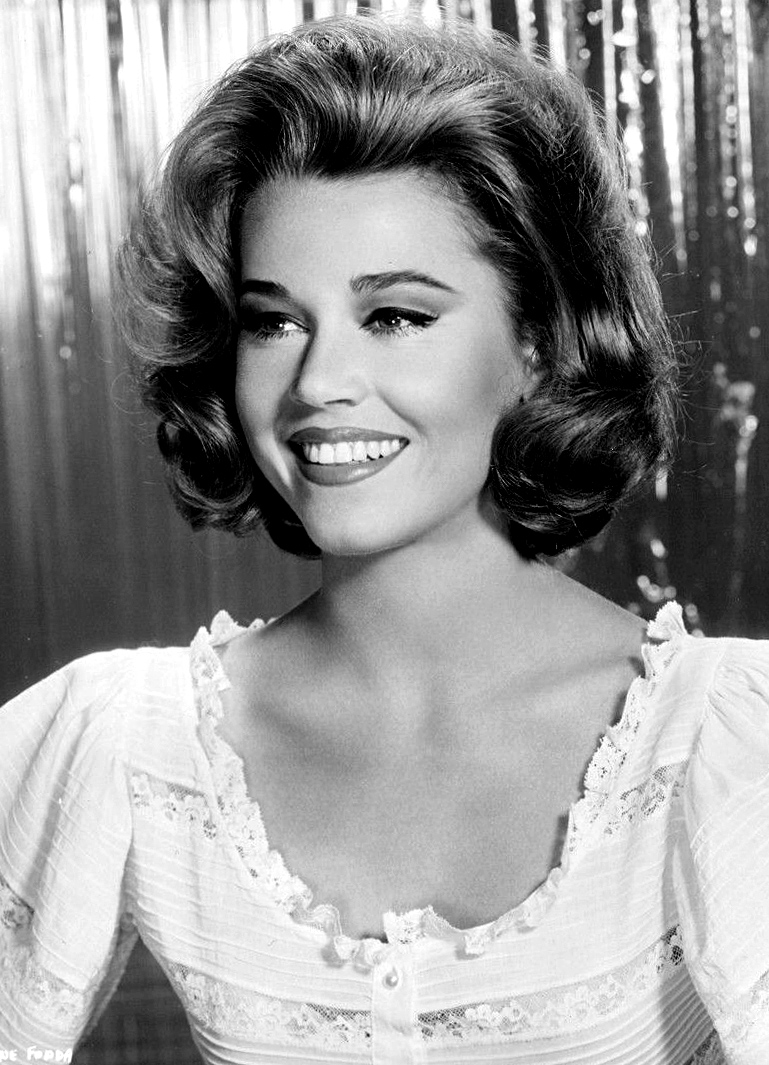
Jane Fonda nel film Una domenica a New York (1963)

Sin dai primi anni Settanta, infatti, la Fonda intensificò l'impegno politico indirizzato in primo luogo alla protesta contro la guerra del Vietnam. La sua visita ad Hanoi e la sua propaganda filo-nord-vietnamita le valsero il soprannome di "Hanoi Jane", ma la resero anche invisa a una parte della stampa e dell'opinione pubblica. Soltanto dopo molti anni rivedrà le sue posizioni politiche con rinnovato senso critico. Nel frattempo, la sua carriera si orientò verso ruoli più impegnativi, che la portarono a ottenere nel 1969 la prima delle sue sette candidature all'Oscar per l'interpretazione della sfortunata Gloria Beatty in Non si uccidono così anche i cavalli? di Sydney Pollack; nel 1971 vinse l'Oscar alla miglior attrice per il ruolo della prostituta Bree Daniels in Una squillo per l'ispettore Klute di Alan J. Pakula, ove recitò accanto a Donald Sutherland.
La seconda statuetta arrivò nel 1978 per Tornando a casa di Hal Ashby, ove interpretava Sally Hyde, una infermiera che assisteva un coraggioso reduce del Vietnam interpretato da Jon Voight. Dopo il divorzio da Vadim, nel 1973 la Fonda sposò Tom Hayden, uomo politico in carriera, con un passato da pacifista e da cui ha avuto un figlio biologico, l'attore Troy Garity, e una figlia adottiva, l'autrice Mary Luana Williams. All'inizio degli anni ottanta apparve nella pellicola di successo Sul lago dorato (1981) di Mark Rydell, in cui - per la prima e unica volta - ebbe l'occasione di recitare accanto al padre Henry (al suo ultimo film) e a Katharine Hepburn; nello stesso anno apparve nel meno fortunato Il volto dei potenti (1981) di Alan J. Pakula.
Molto apprezzate, in quel periodo, furono anche le sue interpretazioni nei film drammatici Casa di bambola (1973) di Joseph Losey, Giulia (1977) di Fred Zinnemann, ove recitò accanto a Vanessa Redgrave, Arriva un cavaliere libero e selvaggio (1979) di Alan J. Pakula, accanto a James Caan e Jason Robards, Sindrome cinese (1979) di James Bridges, al fianco di Jack Lemmon e Michael Douglas, e Il cavaliere elettrico (1979) di Sydney Pollack, in coppia con Robert Redford.
In quegli anni la Fonda apparve anche in alcuni ruoli leggeri con i film Il giardino della felicità (1976) di George Cukor, ove affiancò Elizabeth Taylor e Ava Gardner, Non rubare... se non è strettamente necessario (1977) di Ted Kotcheff, in coppia con George Segal, e in California Suite (1978) di Herbert Ross. In seguito partecipò come guest star alla serie TV Dalle 9 alle 5, orario continuato, tratta dall'omonimo film del 1980 diretto da Colin Higgins e che la vide brillante protagonista insieme a Lily Tomlin e Dolly Parton; con il drammatico The Dollmaker (1984) di Daniel Petrie, ove ebbe come partner Geraldine Page, vinse il premio Emmy quale migliore attrice in un film per la televisione.
Successivamente l'attrice apparve ancora in Agnese di Dio (1985) di Norman Jewison, ma iniziò a diradare le sue apparizioni in televisione e sul grande schermo, dedicandosi soprattutto alla realizzazione di video e manuali di esercizi di ginnastica aerobica, inventandosi di fatto in questo settore una seconda e fortunatissima carriera. 

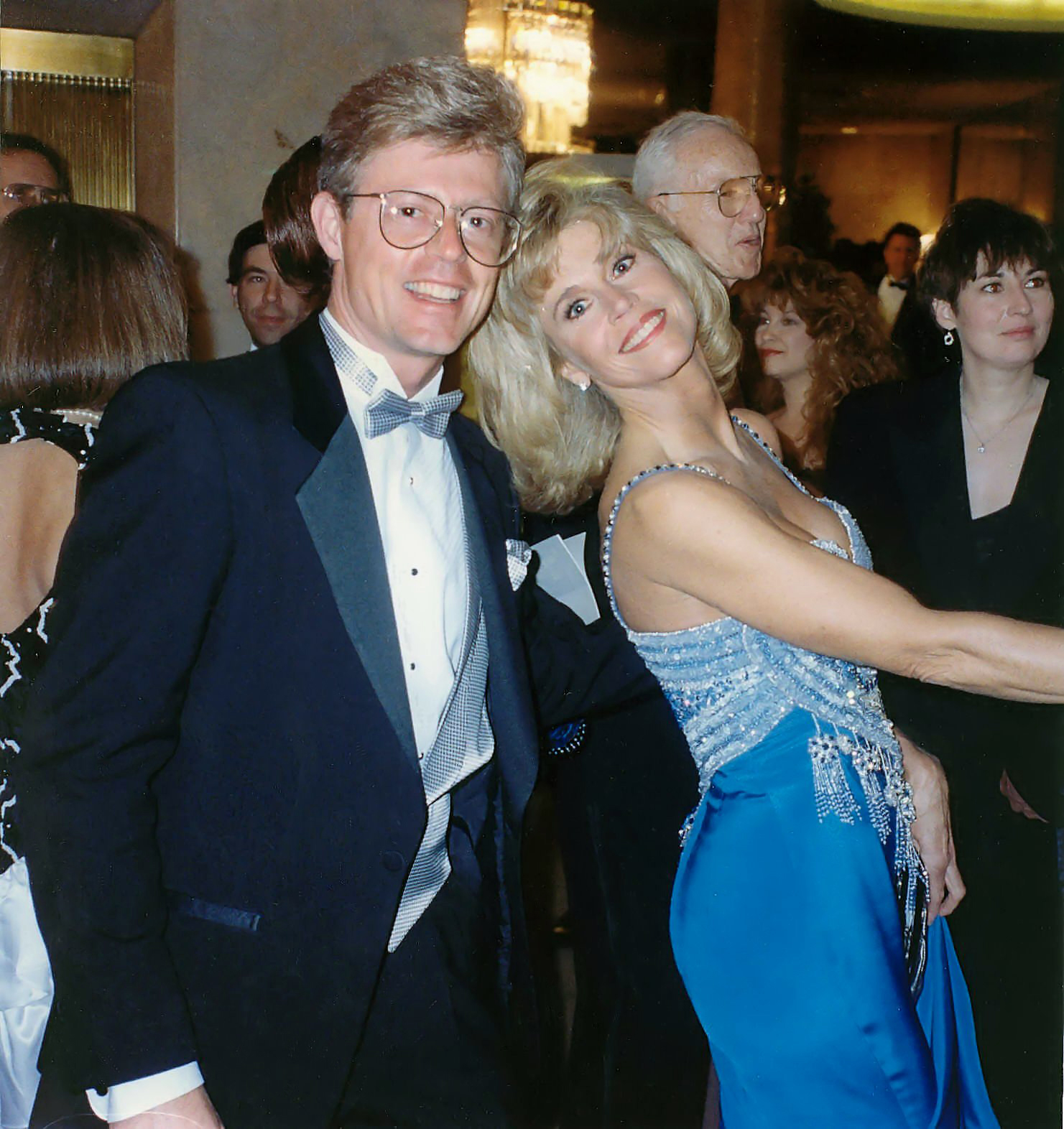
Jane Fonda e il fratello Peter ai Premi Oscar 1990

Nel 1989, affascinata dal successo internazionale di Pedro Almodóvar, acquisì i diritti per un remake americano di Donne sull'orlo di una crisi di nervi; tuttavia il film, in cui avrebbe dovuto recitare con la regia di Herbert Ross, non verrà mai prodotto. Il decennio si chiuse per la Fonda con il thriller Il mattino dopo (1986) di Sidney Lumet e due pellicole che si rivelarono di modesto successo: Old Gringo - Il vecchio gringo (1989) di Luis Puenzo, ove lavorò accanto a Gregory Peck, e Lettere d'amore (1990) di Martin Ritt, ove recitò con Robert De Niro. L'anno successivo sposò in terze nozze il magnate della comunicazione Ted Turner, un matrimonio che ufficialmente si concluse all'inizio del 2000. Nel marzo 2001 l'attrice decise di donare alla Scuola di Educazione dell'Università di Harvard la somma di 12,5 milioni di dollari, al fine di creare un "Centro per gli studi educativi": la sua motivazione era che l'attuale cultura indica ai ragazzi e alle ragazze una visione distorta di ciò che è necessario imparare per diventare uomini e donne. Dopo una fugace apparizione, nel ruolo di se stessa, in V-Day: Until the Violence Stops (2003) di Abby Epstein, tornò a recitare sul grande schermo con Quel mostro di suocera (2005) di Robert Luketic, nel quale era protagonista insieme a Jennifer Lopez, confermando le sue doti di attrice brillante emerse già negli anni sessanta. Nello stesso anno pubblicò la sua autobiografia, intitolata La mia vita finora.

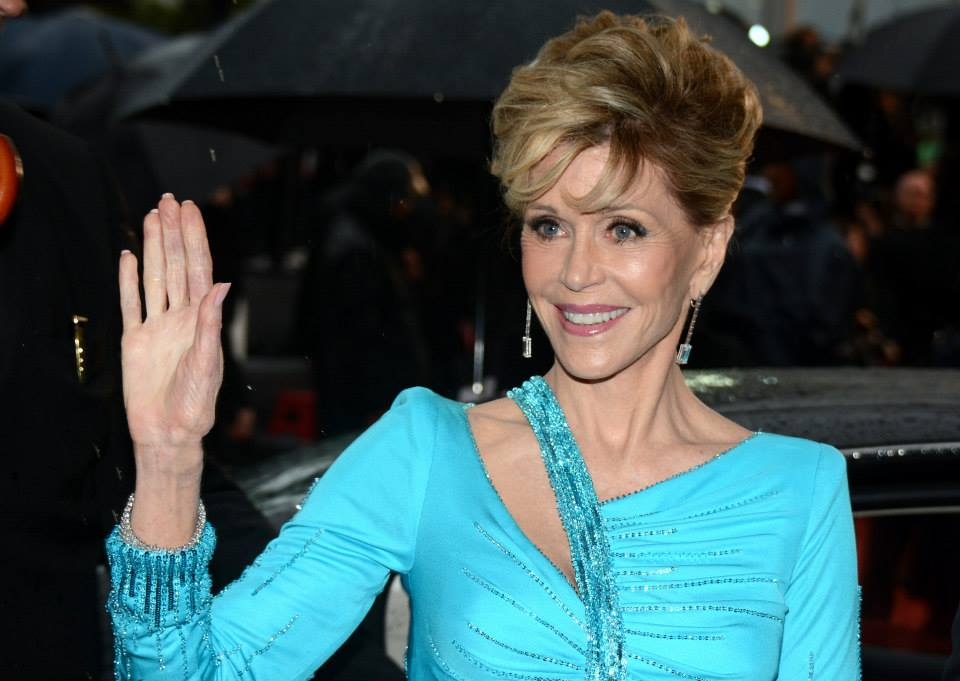
Jane Fonda al Festival di Cannes 2013

Continuò a lavorare in diverse produzioni statunitensi, concedendosi nel 2011 anche una parentesi con E se vivessimo tutti insieme? in cui, quarant'anni dopo Crepa padrone, tutto va bene (1972) di Jean-Luc Godard, recitò nuovamente in francese. Apparve come personaggio ricorrente nella serie televisiva prodotta da HBO The Newsroom. Nel 2015 vinse l'OFTA Awards come migliore commediante per la serie televisiva Grace and Frankie. Nello stesso anno prese parte al film Youth - La giovinezza di Paolo Sorrentino. Nel 2017 presentò il film Le nostre anime di notte di Ritesh Batra, proiettato fuori concorso alla Mostra internazionale d'arte cinematografica di Venezia, di cui è protagonista ancora una volta in coppia con Robert Redford. La pellicola narra la storia d'amore di due vedovi ottantenni. In quella occasione entrambi gli attori ricevettero il Leone d'oro alla carriera. Nel 2018 è tornata alla commedia con il film Book Club - Tutto può succedere di Bill Holderman, accanto a Diane Keaton, Candice Bergen e Mary Steenburgen.

## Vita privata

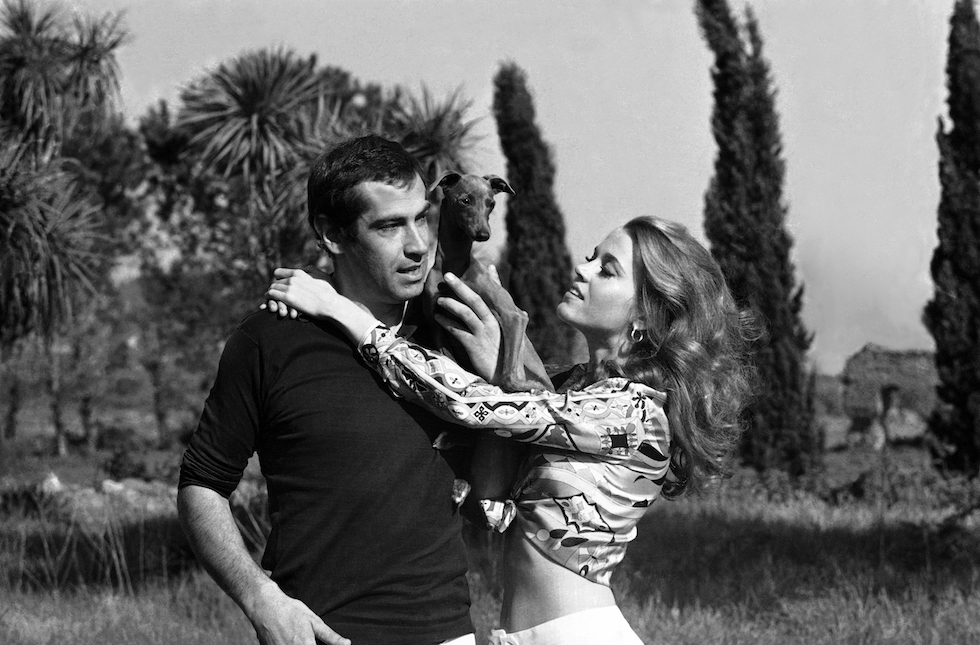
Jane Fonda con il primo marito Roger Vadim a Roma durante il periodo di riprese di Barbarella (1967) da lui diretto e da lei interpretato

Jane Fonda ha sposato Roger Vadim, da cui ha avuto la figlia Vanessa. Successivamente è stata moglie di Tom Hayden, con cui ha concepito il figlio Troy Garity. Jane Fonda ha anche una figlia adottiva, l'afroamericana Mary Luana Williams. Maggiori dettagli sulla sua vita privata possono essere appresi dal documentario ufficiale sulla sua vita: Jane Fonda in five acts.

## Attivismo
È stata attiva come femminista e come oppositrice delle guerre sin dagli anni '70, partendo proprio con le proteste contro la guerra in Vietnam. Nel 1972, mentre si trovava a Roma, si è unita alle proteste delle femministe italiane durante l'8 marzo ed ha anche contribuito con un breve discorso di supporto da Campo dei fiori.
Vive ad Atlanta, Georgia, Stati Uniti. Si definisce liberale e femminista e ha iniziato un percorso di rinascita cristiana, seguita in questo dalla comunità battista della chiesa afroamericana della città in cui risiede. In questa organizzazione si sente libera di poter far confluire il suo femminismo con l'esigenza di riconciliarsi con una genuina struttura gerarchica e patriarcale della cristianità. La prima dichiarazione pubblica al riguardo risale al 1998, rispondendo a un giornalista del National Press Club sulle motivazioni per cui si è servita di una tematica cristiana conservatrice per promuovere una campagna di educazione sessuale. Successivamente, durante una conferenza ambientalista, si è rifiutata di meditare, suggerendo ai presenti che sarebbe stato più saggio pregare Cristo Gesù invece. Questa sua svolta potrebbe aver provocato una reazione del marito Ted Turner, portando alla rottura del rapporto.
Precedentemente aveva manifestato ostilità verso il cristianesimo anche in pubbliche dichiarazioni quando ridicolizzò i Dieci comandamenti e affermò che il cristianesimo è una religione per perdenti. Infatti, subito dopo l'annuncio del divorzio, Fonda annuncia la sua appartenenza anche alla rete dei "born-again Christian", di cui fanno parte altri personaggi famosi come l'ex presidente degli Stati Uniti d'America George W. Bush, il cantante Bono e Tom Hanks. A differenza di Bush, però, non è coinvolta nell'ideologia "neocon". Infatti, è divenuta un'icona dell'opposizione pacifista alle guerre iniziate sotto il mandato presidenziale di George W. Bush, così come lo fu alla guerra del Vietnam.

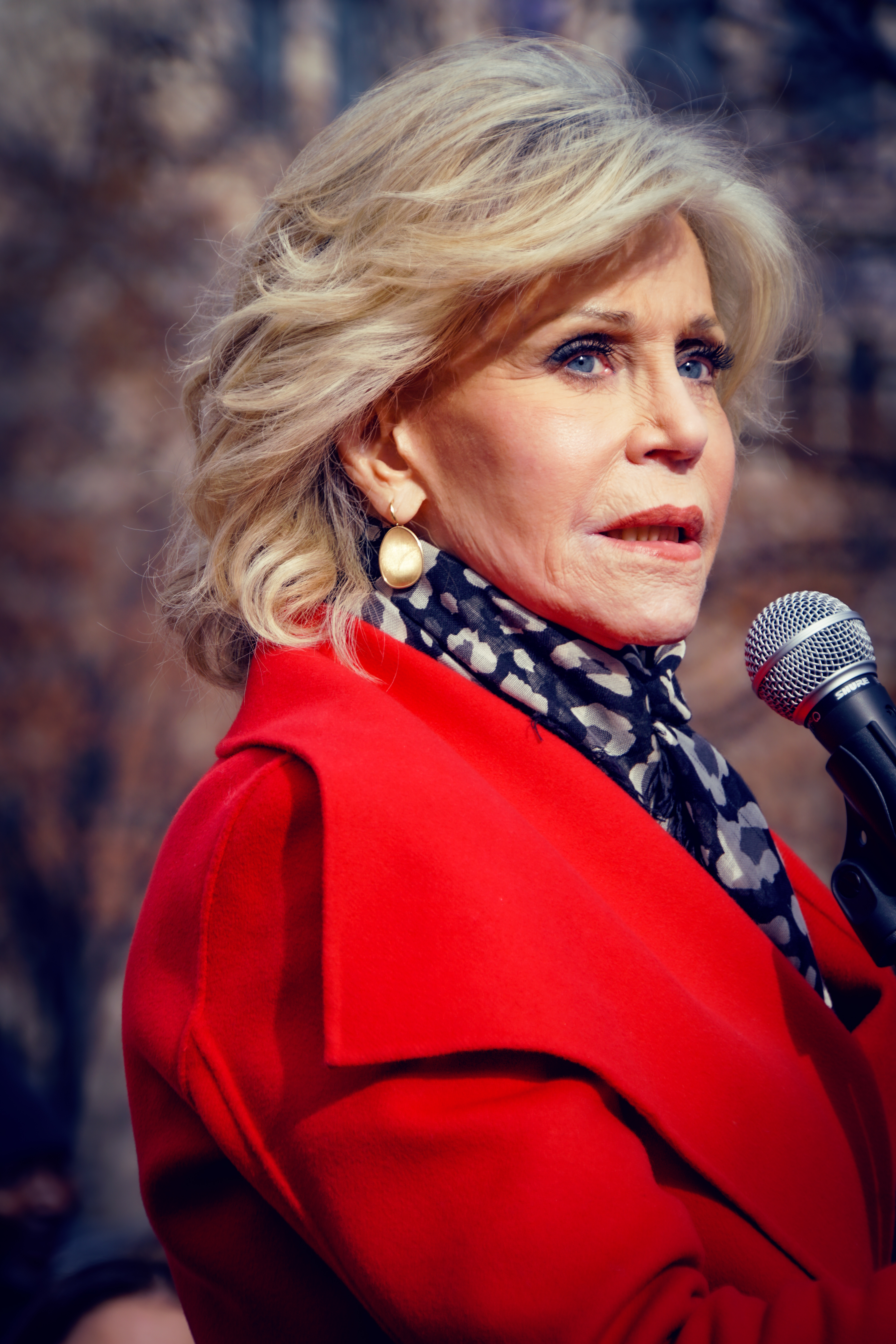
Jane Fonda a Washington durante una protesta ambientalista sul cambiamento climatico nel 2019

Viene arrestata dalla polizia l'11 ottobre 2019 e poi rilasciata qualche ora dopo per aver partecipato ad una manifestazione ambientalista. La Fonda, infatti, assieme ad altri 15 attivisti, non aveva lasciato la scalinata del Campidoglio come ordinato dalle autorità. Viene nuovamente arrestata il 21 ottobre, il 9 novembre e il 21 dicembre dello stesso anno.

## Filmografia

### Cinema
- In punta di piedi (Tall Story), regia di Joshua Logan (1960)
- Anime sporche (Walk on the Wild Side), regia di Edward Dmytryk (1962)
- Sessualità (The Chapman Report), regia di George Cukor (1962)
- Rodaggio matrimoniale (Period of Adjustment), regia di George Roy Hill (1962)
- Amori proibiti (In the Cool of the Day), regia di Robert Stevens (1963)
- Una domenica a New York (Sunday in New York), regia di Peter Tewksbury (1963)
- Crisantemi per un delitto (Les félins), regia di René Clément (1964)
- Il piacere e l'amore (La ronde), regia di Roger Vadim (1964)
- Cat Ballou, regia di Elliot Silverstein (1965)
- La caccia (The Chase), regia di Arthur Penn (1966)
- La calda preda (La curée), regia di Roger Vadim (1966)
- Tutti i mercoledì (Any Wednesday), regia di Robert Ellis Miller (1966)
- E venne la notte (Hurry Sundown), regia di Otto Preminger (1967)
- A piedi nudi nel parco (Barefoot in the Park), regia di Gene Saks (1967)
- Tre passi nel delirio, episodio Metzengerstein, regia di Roger Vadim (1968)
- Barbarella, regia di Roger Vadim (1968)
- Non si uccidono così anche i cavalli? (They Shoot Horse, Don't They?), regia di Sydney Pollack (1969)
- Una squillo per l'ispettore Klute (Klute), regia di Alan J. Pakula (1971)
- Crepa padrone, tutto va bene (Tout va bien), regia di Jean-Luc Godard e Jean-Pierre Gorin (1972)
- Una squillo per quattro svitati (Steelyard Blues), regia di Alan Myerson (1973)
- Casa di bambola (A Doll's House), regia di Joseph Losey (1973)
- Il giardino della felicità (The Blue Bird), regia di George Cukor (1976)
- Non rubare... se non è strettamente necessario (Fun with Dick and Jane), regia di Ted Kotcheff (1977)
- Giulia (Julia), regia di Fred Zinnemann (1977)
- Tornando a casa (Coming Home), regia di Hal Ashby (1978)
- Arriva un cavaliere libero e selvaggio (Comes a Horseman), regia di Alan J. Pakula (1978)
- California Suite, regia di Herbert Ross (1978)
- Sindrome cinese (The China Syndrome), regia di James Bridges (1979)
- Il cavaliere elettrico (The Electric Horseman), regia di Sydney Pollack (1979)
- Dalle 9 alle 5... orario continuato (Nine to Five), regia di Colin Higgins (1980)
- Sul lago dorato (On Golden Pond), regia di Mark Rydell (1981)
- Il volto dei potenti (Rollover), regia di Alan J. Pakula (1981)
- Terrore in sala (Terror in the Aisles), regia di Andrew J. Kuehn (1984)
- Agnese di Dio (Agnes of God), regia di Norman Jewison (1985)
- Il mattino dopo (The Morning After), regia di Sidney Lumet (1986)
- Old Gringo - Il vecchio gringo (Old Gringo), regia di Luis Puenzo (1989)
- Lettere d'amore (Stanley & Iris), regia di Martin Ritt (1990)
- Quel mostro di suocera (Monster-in-Law), regia di Robert Luketic (2005)
- Donne, regole... e tanti guai! (Georgia Rule), regia di Garry Marshall (2007)
- Peace, Love & Misunderstanding, regia di Bruce Beresford (2011)
- E se vivessimo tutti insieme? (Et si on vivait tous ensemble?), regia di Stéphane Robelin (2011)
- The Butler - Un maggiordomo alla Casa Bianca (The Butler), regia di Lee Daniels (2013)
- La formula della felicità (Better Living Through Chemistry), regia di Geoff Moore e David Posamentier (2014)
- This Is Where I Leave You, regia di Shawn Levy (2014)
- Youth - La giovinezza, regia di Paolo Sorrentino (2015)
- Padri e figlie (Fathers and Daughters), regia di Gabriele Muccino (2015)
- Le nostre anime di notte (Our Souls at Night), regia di Ritesh Batra (2017)
- Book Club - Tutto può succedere (Book Club), regia di Bill Holderman (2018)
- Voltare pagina (Moving On), regia di Paul Weitz (2022)
- 80 voglia di Brady (80 for Brady), regia di Kyle Marvin (2023)
- Book Club - Il capitolo successivo (Book Club: The Next Chapter), regia di Bill Holderman (2023)

### Televisione
- A String of Beads, regia di Fielder Cook – film TV (1961)
- Lily: Sold Out, regia di Bill Davis e Tony Charmoli – film TV (1981)
- Dalle 9 alle 5, orario continuato (9 to 5) – serie TV, episodio 2x02 (1982)
- The Dollmaker, regia di Daniel Petrie – film TV (1984)
- The Newsroom – serie TV, 10 episodi (2012-2014)
- Grace and Frankie – serie TV, 94 episodi (2015-2022)

### Doppiatrice
- I Simpson (The Simpsons) – serie TV, episodio 26x05 (2014)
- Elena e il segreto di Avalor (Elena and the Secret of Avalor), regia di Jamie Mitchell (2016)
- Elena di Avalor (Elena of Avalor) – serie TV, 10 episodi (2017-2020)
- Luck, regia di Peggy Holmes (2022)

### Special e documentari
- Starring Katharine Hepburn, regia di David Heeley – film TV (1981)
- Gregory Peck: His Own Man, regia di Gene Feldman e Suzette Winter (1988)
- Stardust: The Bette Davis Story, regia di Peter Jones e Mark A. Catalena – film TV (2006)
- In the Company of Actors, regia di Ian Darling (2007)
- Vanity Fair's Hollywood – film TV (2013)
- Gli anni '80 - Il decennio che ci ha cambiato (The '80s: The Decade That Made Us), regia di Jonathan Rudd (2013)

## Teatro
- There Was a Little Girl, di Daniel Taradash, regia di Joshua Logan. Cort Theatre di Broadway (1960)
- Invitation to a March, scritto e diretto da Arthur Laurents. Music Box Theatre di Broadway (1961)
- The Fun Couple, di Neil Jansen e John Haase, regia di Andreas Voutsinas. Lyceum Theatre di Broadway (1962)
- Strano interludio, di Eugene O'Neill, regia di José Quintero. Hudson Theatre e Martin Beck Theatre di Broadway (1963)
- 33 Variations, scritto e diretto da Moisés Kaufman. Eugene O'Neill Theatre di Broadway (2009)

## Riconoscimenti
- Premio Oscar
  - 1970 – Candidatura alla miglior attrice per Non si uccidono così anche i cavalli?
  - 1972 – Miglior attrice per Una squillo per l'ispettore Klute
  - 1978 – Candidatura alla miglior attrice per Giulia
  - 1979 – Miglior attrice per Tornando a casa
  - 1980 – Candidatura alla miglior attrice per Sindrome cinese
  - 1982 – Candidatura alla miglior attrice non protagonista per Sul lago dorato
  - 1987 – Candidatura alla miglior attrice per Il mattino dopo

- Golden Globe
  - 1962 – Migliore attrice debuttante
  - 1963 – Candidatura alla miglior attrice protagonista in un film commedia o musicale per Rodaggio matrimoniale
  - 1966 – Candidatura alla miglior attrice protagonista in un film commedia o musicale per Cat Ballou
  - 1967 – Candidatura alla miglior attrice protagonista in un film commedia o musicale per Tutti i mercoledì
  - 1970 – Candidatura alla miglior attrice in un film drammatico per Non si uccidono così anche i cavalli?
  - 1972 – Miglior attrice in un film drammatico per Una squillo per l'ispettore Klute
  - 1973 – Henrietta Award
  - 1978 – Miglior attrice in un film drammatico per Giulia
  - 1979 – Miglior attrice in un film drammatico per Tornando a casa
  - 1979 – Henrietta Award
  - 1980 – Candidatura alla miglior attrice in un film drammatico per Sindrome cinese
  - 1980 – Miglior attrice del mondo
  - 1982 – Candidatura alla miglior attrice non protagonista per Sul lago dorato
  - 1985 – Candidatura alla miglior attrice protagonista in una mini-serie o film per la televisione per The Dollmaker
  - 2016 – Candidatura alla miglior attrice non protagonista per Youth - La giovinezza
  - 2021 – Golden Globe alla carriera

- AFI
  - 2014 – Life Achievement Award

- BAFTA
  - 1966 – Candidatura alla miglior attrice straniera per Cat Ballou
  - 1968 – Miglior attrice straniera per A piedi nudi nel parco
  - 1971 – Candidatura alla miglior attrice per Non si uccidono così anche i cavalli?
  - 1972 – Candidatura alla miglior attrice per Una squillo per l'ispettore Klute
  - 1979 – Miglior attrice protagonista per Giulia
  - 1980 – Miglior attrice protagonista per Sindrome cinese
  - 1983 – Candidatura alla miglior attrice non protagonista per Sul lago dorato

- Critics' Choice Awards
  - 2013 – Miglior guest star in una serie TV drammatica per The Newsroom

- David di Donatello
  - 1978 – Miglior attrice straniera per Giulia

- E! People's Choice Awards
  - 1978 – Candidatura all'attrice cinematografica preferita
  - 1979 – Candidatura all'attrice cinematografica preferita
  - 1980 – Attrice cinematografica preferita
  - 1981 – Attrice cinematografica preferita, ex aequo con Goldie Hawn
  - 1982 – Attrice cinematografica preferita, ex aequo con Sally Field
  - 1983 – Attrice cinematografica preferita, ex aequo con Katharine Hepburn
  - 1987 – Candidatura all'attrice cinematografica preferita
  - 1988 – Candidatura alla star cinematografica preferita di tutti i tempi
  - 1989 – Candidatura alla star cinematografica preferita di tutti i tempi
  - 2017 – Candidatura all'attrice preferita in una serie TV (pay TV)

- Festival internazionale del cinema di Karlovy Vary
  - 1986 – Miglior attrice insieme a Anne Bancroft e Meg Tilly per Agnese di Dio

- Fotogrammi d'argento
  - 1972 – Candidatura al miglior interprete cinematografico straniero per Non si uccidono così anche i cavalli?
  - 1973 – Miglior interprete cinematografico straniero per Una squillo per l'ispettore Klute

- Golden Apple Awards
  - 1970 – Sour Apple
  - 1977 – Golden Apple

- Golden Camera
  - 2017 – Alla carriera

- Hollywood Film Awards
  - 2015 – Miglior attrice non protagonista per Youth - La giovinezza[14]

- Laurel Awards
  - 1960 – Miglior star femminile emergente
  - 1963 – Candidatura alla miglior performance comica femminile per Rodaggio matrimoniale
  - 1963 – Candidatura alla miglior star femminile
  - 1964 – Candidatura alla miglior star femminile
  - 1965 – Candidatura alla miglior star femminile
  - 1966 – Miglior performance comica femminile per Cat Ballou
  - 1967 – Candidatura alla miglior star femminile
  - 1967 – Candidatura alla miglior performance drammatica femminile per E venne la notte
  - 1968 – Candidatura alla miglior performance comica femminile per A piedi nudi nel parco
  - 1968 – Candidatura alla miglior star femminile
  - 1970 – Candidatura alla miglior star femminile
  - 1970 – Candidatura alla miglior performance comica per Barbarella

- Los Angeles Film Critics Association
  - 1978 – Miglior attrice per Tornando a casa, California Suite e Arriva un cavaliere libero e selvaggio

- Mostra internazionale d'arte cinematografica di Venezia
  - 2017 – Leone d'oro alla carriera

- NAACP Image Award
  - 1971 – Miglior attrice in un film per Una squillo per l'ispettore Klute

- National Board of Review
  - 2005 – Premio alla carriera

- National Society of Film Critics
  - 1971 (dicembre) – Miglior attrice per Una squillo per l'ispettore Klute

- New York Film Critics Circle Awards
  - 1969 – Miglior attrice protagonista per Non si uccidono così anche i cavalli?
  - 1971 – Miglior attrice protagonista per Una squillo per l'ispettore Klute
  - 1978 – Candidatura alla miglior attrice protagonista per Tornando a casa

- Online Film Critics Society
  - 2020 – Premio alla carriera

- Premio Emmy
  - 1984 – Miglior attrice protagonista in una mini-serie o film per la televisione per The Dollmaker
  - 1995 – Candidatura alla miglior serie d'informazione per A Century of Women
  - 2013 – Candidatura alla miglior attrice guest in una serie drammatica per The Newsroom
  - 2014 – Candidatura alla miglior attrice guest in una serie drammatica per The Newsroom
  - 2017 – Candidatura alla miglior attrice protagonista in una serie commedia per Grace and Frankie

- Razzie Awards
  - 1989 – Candidatura alla peggior attrice protagonista per Old gringo - Il vecchio gringo

- Santa Barbara International Film Festival
  - 2016 – Premio Kirk Douglas

- Satellite Award
  - 2016 – Candidatura alla migliore attrice non protagonista per Youth - La giovinezza
- Screen Actors Guild Award
  - 2014 – Candidatura al miglior cast cinematografico per The Butler - Un maggiordomo alla Casa Bianca
  - 2017 – Candidatura alla miglior attrice in una serie commedia per Grace and Frankie
  - 2018 – Candidatura alla miglior attrice in una serie commedia per Grace and Frankie
  - 2019 – Candidatura alla miglior attrice in una serie comemedia per Grace and Frankie
  - 2025 – Screen Actors Guild alla carriera

- Tony Award
  - 1960 – Candidatura alla miglior attrice non protagonista in un'opera teatrale per There Was a Little Girl
  - 2009 – Candidatura alla miglior attrice protagonista in un'opera teatrale per 33 variations

- Women Film Critics Circle
  - 2019 – Premio alla recitazione e all'attivismo

## Doppiatrici italiane
Nelle versioni in italiano dei suoi film, Jane Fonda è stata doppiata da:
- Maria Pia Di Meo in In punta di piedi, Una domenica a New York, Crisantemi per un delitto, Il piacere e l'amore, La caccia, La calda preda, E venne la notte, A piedi nudi nel parco, Tre passi nel delirio, Barbarella, Tornando a casa, Arriva un cavaliere libero e selvaggio, Sindrome cinese, Il cavaliere elettrico, Agnese di Dio, Old Gringo - Il vecchio gringo, Lettere d'amore, Quel mostro di suocera, Peace, Love & Misunderstanding, E se vivessimo tutti insieme?, The Butler - Un maggiordomo alla Casa Bianca, Gli anni '80 - Il decennio che ci ha cambiato, This Is Where I Leave You, Youth - La giovinezza, Padri e figlie, Grace and Frankie, Le nostre anime di notte, 80 voglia di Brady
- Livia Giampalmo in Tutti i mercoledì, Giulia, California Suite, Dalle 9 alle 5... orario continuato, Sul lago dorato, Il volto dei potenti, Il mattino dopo
- Antonella Giannini ne La formula della felicità, Book Club - Tutto può succedere, Book Club - Il capitolo successivo, Voltare pagina
- Fiorella Betti in Anime sporche, Cat Ballou, Il giardino della felicità
- Paila Pavese in Una squillo per l'ispettore Klute, Crepa padrone, tutto va bene, Terrore in sala
- Rita Savagnone in Amori proibiti, Una squillo per quattro svitati, Donne, regole... e tanti guai!
- Ada Maria Serra Zanetti in Non rubare... se non è strettamente necessario, The Newsroom
- Paola Mannoni in Non si uccidono così anche i cavalli?
- Roberta Greganti in Donne, regole... e tanti guai! (ridoppiaggio)
- Rossella Izzo in The Kardashians

Da doppiatrice è sostituita da:
- Melina Martello ne I Simpson, Ruby Gillman - La ragazza con i tentacoli
- Antonella Giannini in Elena di Avalor, Elena e il segreto di Avalor
- Marina Tagliaferri in Luck

## Discografia

### Album
- 1981 – Jane Fonda's Workout Record New And Improved
- 1981 – Jane Fonda's Workout Record
- 1982 – Jane Fonda's Workout Record For Pregnancy, Birth And Recovery
- 1984 – Prime Time Workout
- 1987 – Jane Fonda's Fitness Walkout
- 1989 – Jane Fonda's Complete Workout
- 1990 – Jane Fonda's Stretch And Stress Reduction Program

### Singoli
- 1982 – Warm Up/Arms

### Partecipazioni
- 1982 – AA.VV. Stereo Demo Disc
- 1998 – AA.VV. The Commercial Collection 189
- 2000 – AA.VV. Brit Mix Vol. 1
- AA.VV. The Best Of DMC - Bootlegs, Cut-Up's & Two Trackers
- Eric "Bam Bam" Cea - Scratch Factor Five